# Anna Piskurz

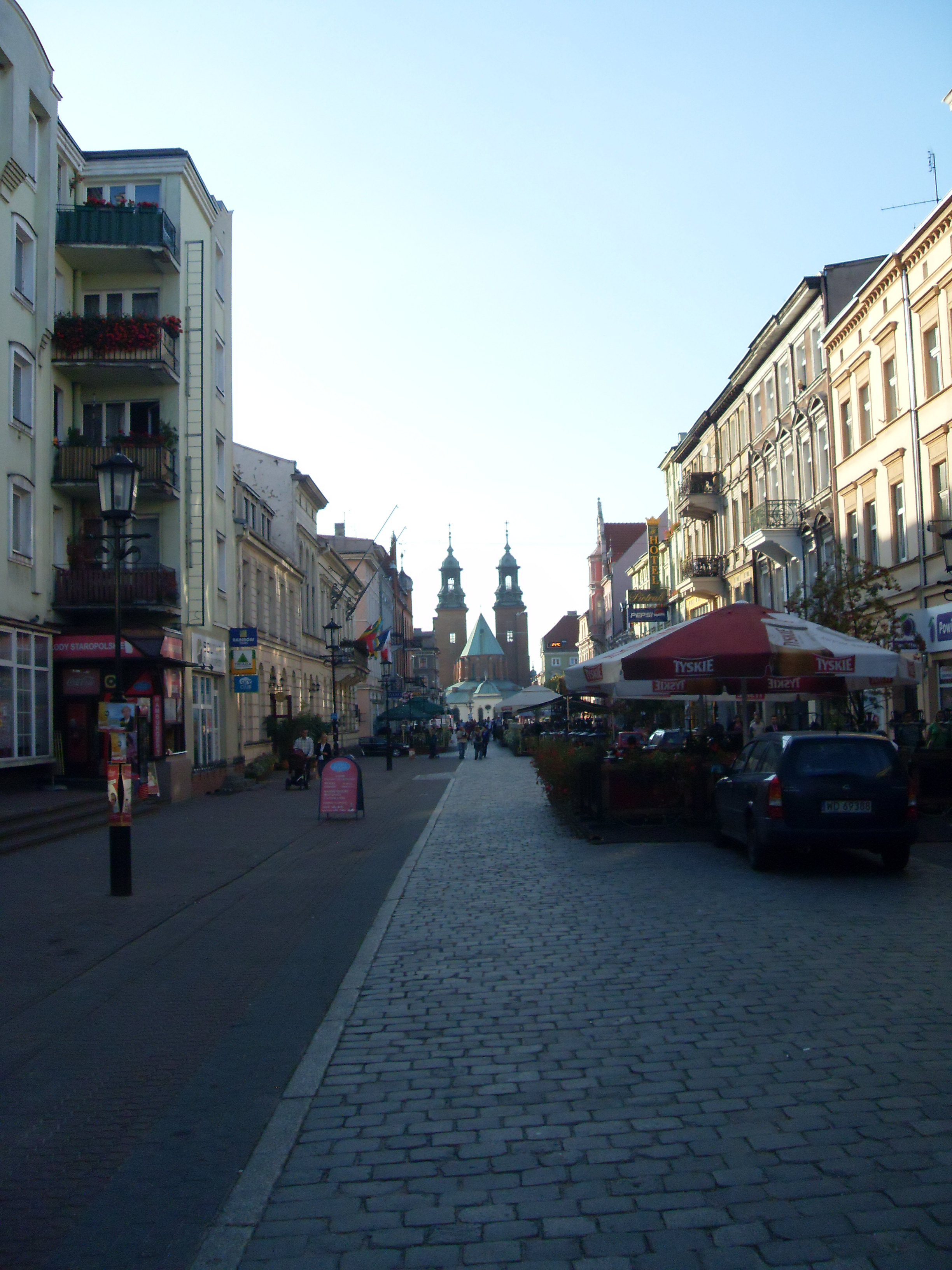
Kamienica nr 5 przy ul. Chrobrego (druga z prawej), w której mieszkała Anna Piskurz

Anna Małgorzata Piskurz (ur. 1 listopada 1957 w Poznaniu, zm. 23 października 2003 w Gnieźnie) – polska poetka, pisarka, publicystka, dziennikarka i reporterka tygodnika „Przemiany na Szlaku Piastowskim”, redaktorka naczelna pisma „Plus. Minus”, laureatka ponad stu ogólnopolskich konkursów literackich.

## Życiorys
Od dziecka chorowała na karlenie ciała, pomimo trudności życiowych ukończyła wyższe studia teologiczne. 
W latach 80. XX w. warsztat literacki doskonaliła w Gnieźnieńskim Klubie Literackim, prowadzonym ówcześnie przez Krzysztofa Szymoniaka (w zajęciach klubu uczestniczyli m.in.: Maciej Krzyżan, Jarosław Mikołajewicz, Sławomir Kuczkowski, Piotr Zieliński).
Poezję publikowała w wielu prestiżowych czasopismach literackich, jak „Życie Literackie”, „Nurt”, „W drodze”, Zeszyty Poetyckie i inne.
W latach 1995–1996 Piskurz była redaktorką naczelną miesięcznika „Plus Minus: Reportaż, Kultura, Informacja” (ISSN 1425-7815, wydawca: Wielkopolski Związek Inwalidów Narządu Ruchu, Koło Gniezno).
Laureatka wielu nagród literackich, w tym I. miejsca w 21. Ogólnopolskim Konkursie „Milowego Słupa” (w jury prof. Piotr Śliwiński, wśród wyróżnionych m.in. Marek Kośmider).
Od 2016 odbywa się w Gnieźnie Ogólnopolski Konkurs Literacki im. Anny Piskurz, który jest jednym z najważniejszych konkursów dla młodzieży w Polsce.

## Wybrane arkusze i książki poetyckie
- Moje życie to drzwi nieotwarte (1983)
- Żałobna cisza… (1984)
- Spektakl białej ciszy (1987)
- Wyznanie (1988)
- Listy Tobą pisane (1989)
- Wypędzonym z raju (1989)
- Do (1990)

## Wybrane powieści
- My znikąd (1985)
- Gwiazdy spadają bez krzyku (1985)
- Nie przeklinajcie kukułki (1987)

## Recepcja twórczości
Obszerną monografię naukową nt. twórczości Anny Piskurz napisał Maciej Jung pt. Społeczny przekaz i odbiór kobiety w poezji Anny Małgorzaty Piskurz (praca pod kierunkiem prof. Grażyny Gajewskiej, Uniwersytet im. Adama Mickiewicza w Poznaniu, 2007), której fragment został opublikowany w pracy zbiorowej Wyrazić piękno. Rzepa, Piskurz, Kuczkowski. Poeci Gniezna przełomu XX i XXI wieku.
Spuścizna ocalała po pisarce została przekazana Dawidowi Jungowi, redaktorowi naczelnemu „Zeszytów Poetyckich”, z którego inicjatywy odbywa się od wielu lat ogólnopolski konkurs o Nagrodę Anny Piskurz dla młodych pisarek i pisarzy W Kapitule, oprócz przewodniczącego Dawida Junga, zasiadają m.in. Irmina Kosmala i Igor Frender.